# FC Zürich
FC Zürich, FCZ, är en fotbollsklubb i Zürich i Schweiz. Klubben grundades den 1 augusti 1896, och är ärkerival till Grasshoppers Zürich. FC Zürich spelar i Schweiz högsta division, Schweiziska superligan. 

## Meriter
Schweiziska mästare: 1902, 1924, 1963, 1966, 1968, 1974, 1975, 1976, 1981, 2006, 2007, 2009, 2022
Vinnare av Schweiziska fotbollscupen: 1966, 1970, 1972, 1973, 1976, 2000, 2005

## Placering senaste säsonger
| Säsong  | Nivå | Liga                   | Placering | Referens | Notering |
| ------- | ---- | ---------------------- | --------- | -------- | -------- |
| 2021/22 | 1    | Schweiziska superligan | 1         | [ 1 ]    |          |
| 2022/23 | 1    | Schweiziska superligan | 8         | [ 2 ]    |          |
| 2023/24 | 1    | Schweiziska superligan | 4         | [ 3 ]    |          |

## Spelare

### Truppen 2020/2021
| Nr | Land         | Pos | Namn                             |
| -- | ------------ | --- | -------------------------------- |
| 1  | Schweiz      | MV  | Zivko Kostadinovic               |
| 3  | Brasilien    | F   | Nathan Cardoso                   |
| 4  | Schweiz      | F   | Bećir Omeragić                   |
| 5  | Tyskland     | F   | Lasse Sobiech (lån från Köln)    |
| 6  | Kosovo       | F   | Fidan Aliti (lån från Kalmar FF) |
| 7  | Schweiz      | MF  | Adrian Winter                    |
| 8  | Schweiz      | MF  | Vasilije Janjičić                |
| 9  | Gambia       | A   | Assan Ceesay                     |
| 10 | Schweiz      | MF  | Antonio Marchesano               |
| 14 | Schweiz      | MF  | Toni Domgjoni                    |
| 15 | Nigeria      | A   | Tosin Aiyegun                    |
| 17 | Sierra Leone | F   | Umaru Bangura                    |
| 18 | Slovenien    | A   | Blaž Kramer                      |
| 19 | Schweiz      | F   | Tobias Schättin                  |

| Nr | Land            | Pos | Namn               |
| -- | --------------- | --- | ------------------ |
| 22 | Italien         | A   | Wilfried Gnonto    |
| 23 | Schweiz         | MF  | Fabian Rohner      |
| 25 | Schweiz         | MV  | Yanick Brecher     |
| 26 | Tunisien        | MF  | Salim Khelifi      |
| 27 | Schweiz         | MF  | Marco Schönbächler |
| 31 | Kosovo          | F   | Mirlind Kryeziu    |
| 33 | Schweiz         | MF  | Stephan Seiler     |
| 36 | Schweiz         | F   | Filip Frei         |
| 38 | Schweiz         | MV  | Novem Baumann      |
| 42 | Schweiz         | F   | Silvan Wallner     |
| 43 | Schweiz         | A   | Henri Koide        |
| 70 | Kosovo          | MF  | Benjamin Kololli   |
| 71 | Kosovo          | MF  | Hekuran Kryeziu    |
| 77 | Elfenbenskusten | F   | Willie Britto      |

### Kända spelare
- Norbert Eder
- Georg Volkert
- Köbi Kuhn
- Joan Gamper

### Svenska spelare
- Jonas Thern
- Roger Ljung
- Thomas Brolin
- Andres Vasquez
- Dusan Djuric
- Emra Tahirović